# Shariffudin
Shariffudin était un noble de l'Empire moghol. Il était également le beau frère de l'empereur Akbar. Son nom resta dans l'histoire pour avoir tenté de mener une rébellion à l'encontre de l'empereur depuis les provinces qui lui avait été confiées, à savoir celles d'Ajmer.